# 玉松真弘
玉松 真弘（たままつ まひろ、文化7年3月17日（1810年4月20日） - 明治5年2月15日（1872年3月23日））は、江戸時代末期（幕末）から明治にかけての国学者。通称は「操」（みさお）。雅号は毅軒。

## 生涯
1810年(文化7年)、西園寺家の庶流である山本家の侍従・山本公弘の二男として生まれ、醍醐寺無量寿院において出家得度し、法名を猶海とした。大僧都法印に任ぜられたが、寺中の綱紀粛正をつよく唱えたために反感を買い、1839年還俗。山本毅軒と号し、さらに玉松操と改めた。
京都で国学者大国隆正に師事したが、やがて師と対立して泉州に下り、さらに近江国真野に隠棲。三上兵部、樹下茂国らを弟子とした。1867年、三上の紹介によって岩倉具視に会い、その腹心となる。以後、小御所会議の席上示された王政復古の勅を起草し、江戸幕府との交戦に備え官軍の士気を鼓舞するための錦旗の意匠を考案するなど、岩倉の活動を学殖・文才によって助けた。
王政復古の後は、内国事務局権判事となり、平田銕胤らと結んで大学寮（漢学所）を国学を中心とする大学官に併合することを求めるなど、きわめて保守的な立場に立ち、徐々に岩倉らとの距離を深めた。1869年には堂上家の一員となり、家禄30石3人扶持が給付される。東京奠都にあたっては猶予願を出し、1870年に東京で大学中博士兼侍読に任ぜられたものの、政府の欧化政策を嫌悪し、同年10月に辞職。京都に帰って隠棲したが、まもなく病没した。1884年7月、養嗣子玉松真幸が男爵に叙された。

## 家族・親族
- 実父：山本公弘は西園寺家の庶流である山本家の侍従。
- 養嗣子：玉松真幸

## その他
司馬遼太郎の短編小説『加茂の水』の主人公として描かれている。